# Антична література

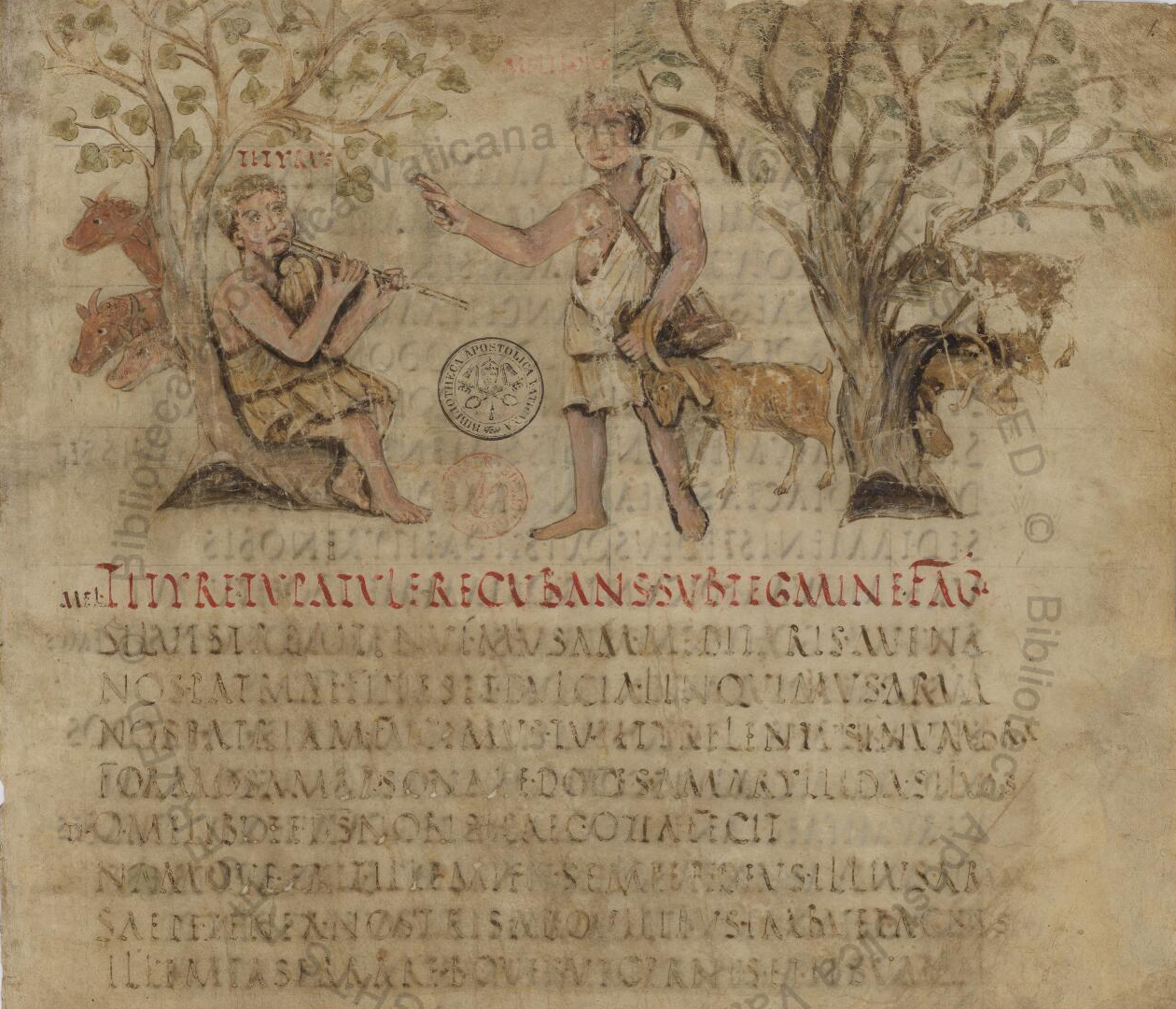
Манускрипт «Еклог» Вергілія (5 століття)

Анти́чна літерату́ра (від лат. antiquus — «стародавній») — література стародавніх греків і римлян, Середземного моря (на Балканському та Апеннінському півостровах та на прилеглих островах і узбережжях). Її письмові пам'ятки, створені на діалектах грецької мови і латинською мовою, належать до 1 тисячоліття до н.е. і початку 1 тисячоліття н. е. Антична література складається з двох національних літератур: давньогрецької та давньоримської. Історично грецька література передувала римській.

## Загальні відомості
Одночасно з античною культурою в басейні Середземного моря розвивалися інші давні культури та, відповідно, літератури: давньокитайська, давньоіндійська, давньоіранська, давньоєврейська — серед яких видатне місце займала стародавня Юдея. Хоч давньоєгипетська література переживала на той момент період розквіту, антична та юдейська культури стали підвалинами усієї західної цивілізації та мистецтва.
В античній літературі сформувалися основні жанри європейської літератури в їхніх архаїчних формах і основи науки про літературу. Естетична наука античності визначила три основні літературні роди: епос, лірику і драму (Арістотель), ця класифікація зберігає своє базове значення донині.

## Естетика античної літератури

### Міфологічність
Для античної літератури, як і для кожної літератури, що бере свій початок від родового суспільства, характерні специфічні риси, що різко відрізняють її від сучасного мистецтва і певною мірою ускладнюють розуміння. Персонажі античних міфів повністю олюднені, а міфотворчість розвивається головним чином у формі розповідей про героїв. Богам відведена центральна роль лише в деяких спеціальних видах міфів — космогоніях — міфах про походження світу, та теогоніях — міфах про походження богів. Ще однією особливістю античної міфології є те, що міфи позбавлені розумування. Разом з тим і примітивніші форми міфологічних уявлень не вмирали, переходячи у фольклорні жанри — казки чи байки.

### Публічність
Античній літературі притаманні публічні форми побутування. Її найвищий розквіт припадає на докнижну епоху. Тому назва «література» щодо неї застосовується з певним елементом історичної умовності. Проте саме ця обставина зумовила традицію включати в літературну царину також здобутки театру. Лише наприкінці античності з'являється такий «книжковий» жанр, як роман, призначений для персонального читання. Тоді ж закладаються перші традиції оформлення книжки (спочатку у вигляді сувою, а потім зшитка), включаючи ілюстрації.

### Музичність
Антична література була тісно пов'язана з музикою, що у першоджерелах, безумовно, може бути пояснено через зв'язок з магією і релігійним культом. Гомерові поеми та інші епічні твори співалися мелодійним речитативом у супроводі музичних інструментів і простих ритмічних рухів. Постановки трагедій і комедій в афінських театрах оформляли як розкішні «оперні» вистави. Ліричні вірші співалися авторами, які таким чином виступали одночасно ще й як композитори і співці. На жаль, від усієї античної музики до нас дійшло кілька роз'єднаних фрагментів. Уявлення про пізню античну музику може дати григоріанський хорал (спів).

### Віршованість
Певним зв'язком з магією можна пояснити надзвичайну поширеність віршової форми, яка буквально панувала у всій античній літературі. Епос виробив традиційний неквапливий розмір гекзаметр, великою ритмічною різноманітністю відзначалися ліричні вірші, трагедії і комедії також писалися віршами. Навіть полководці й законодавці у Греції могли звертатися до народу з промовами у віршовій формі. Рими античність не знала. Наприкінці античності виникає «роман» як зразок прозового жанру.

### Традиційність
Традиційність античної літератури була наслідком загальної уповільненості розвитку тогочасного суспільства. Найбільш новаторською епохою античної літератури, коли склались усі основні античні жанри, був час соціально-економічного піднесення 6-5 століття до н.е. В інші століття зміни не відчувались, або сприймались як виродження і занепад: епоха становлення полісного ладу сумувала за общинно-родовою (звідси гомерівський епос, створений як розгорнена ідеалізація «героїчних» часів), а доба великих держав — за добою полісною (звідси — ідеалізація героїв раннього Риму у Тіта Лівія, ідеалізація «борців з свободу» Демосфена і Ціцерона у добу Імперії).
Система літератури здавалась незмінною, і поети наступних поколінь намагались йти шляхом попередніх. У кожного жанру був основоположник, що дав його досконалий зразок: Гомер — для епосу, Архілох — для ямба, Піндар або Анакреонт — для відповідних ліричних жанрів, Есхіл, Софокл та Евріпід — для трагедії тощо. Ступінь досконалості кожного нового твору чи письменника визначалась ступенем наближення до цих зразків.

### Жанровість
З традиційності випливає і сувора система жанрів античної літератури, що була перейнята і подальшою європейською літературою і літературознавством. Жанри були чіткими і стійкими. Античне літературне мислення було жанровим: коли поет брався писати вірш, який би індивідуальний за змістом той не був, автор з самого початку знав до якого жанру твір буде належати і до якого давнього зразка прагнути.
Жанри поділялись на давніші й новіші (епос і трагедія — ідилія і сатира). Якщо жанр помітно змінювався у своєму історичному розвитку, то виділялись його давні, середні та нові форми (так поділялась на три етапи антична комедія). Жанри розрізнялись на більш високі і нижчі: вищими вважались героїчний епос і трагедія. Шлях Вергілія від ідилії («Буколіки») через дидактичний епос («Георгіки») до героїчного епосу («Енеїда») явно усвідомлювався поетом та його сучасниками як шлях від «нижчих» жанрів до «вищих». Кожен жанр мав свою традиційну тематику і топіку, зазвичай дуже нешироку.

### Особливості стилю
Система стилів у античній літературі повністю підпорядковувалась системі жанрів. Для низьких жанрів був характерний низький стиль, близький до розмовного, високим — високий стиль, що формувався штучно. Засоби формування високого стилю були розроблені риторикою: серед них розрізнялись відбір слів, поєднання слів та стилістичні фігури (метафори, метонімії тощо). Наприклад, вчення про відбір слів рекомендувало уникати слів, які не вживались у попередніх зразках високих жанрів. Вчення про поєднання слів рекомендувало переставляти слова і членувати фрази для досягнення ритмічної благозвучності.

### Світоглядні особливості
Антична література зберігала тісний зв'язок зі світоглядними особливостями родового, полісного, державного життя і відображала їх. Грецька і частково римська література демонструють тісний зв'язок з релігією, філософією, політикою, мораллю, ораторським мистецтвом, судочинством, без якого їхнє існування в класичну добу втрачало весь свій сенс. У пору свого класичного розквіту вони були далекі від розважальності, лише наприкінці античності стали частиною дозвілля. Сучасна служба у християнській церкві успадкувала деякі особливості давньогрецької театральної вистави та релігійних містерій — цілком серйозний характер, присутність усіх членів громади і їхня символічна участь у дійстві, висока тематика, музичний супровід і видовищні ефекти, високоморальна мета духовного очищення (катарсису за Арістотелем) людини.

## Ідейне наповнення та цінності

### Античний гуманізм
Антична література сформувала духовні цінності, які стали базовими для всієї європейської культури. Поширені у часи самої античності, вони на півтора тисячоліття зазнали гоніння в Європі, але потім повернулись. До таких цінностей належить насамперед ідеал активної, діяльної, закоханої в життя, одержимої жагою знання і творчості людини, готової самостійно приймати рішення і нести відповідальність за свої вчинки. Античність вважала вищим сенсом життя щастя на землі.

### Піднесення земної краси
Греки розробили поняття про облагороджуючу роль краси, яку вони розуміли як віддзеркалення вічного, живого і досконалого Космосу. Відповідно до матеріальної природи Всесвіту вони й красу розуміли тілесно і знаходили її у природі, у людському тілі — зовнішності, пластичних рухах, фізичних вправах, творили її в мистецтві слова і музики, в скульптурі, у величних архітектурних формах, декоративно-прикладному мистецтві. Вони відкрили красу моральної людини, яку розглядали як гармонію фізичної і духовної досконалості.

### Філософія
Греки створили основні поняття європейської філософії, зокрема започаткували філософію ідеалізму, а саму філософію розуміли як шлях до персонального духовного і фізичного удосконалення. Римляни розробили ідеал держави, наближений до сучасного, основні постулати права, що зберігають свою чинність і донині. Греки і римляни відкрили і спробували в політичному житті принципи демократії, республіки, сформували ідеал вільного і самовідданого громадянина.
Після занепаду античності встановлена нею цінність земного життя, людини і тілесної краси втратила своє значення на багато століть. У добу Відродження вони, у синтезі з християнською духовністю, стали основою нової європейської культури.
Відтоді антична тема ніколи не полишала європейське мистецтво, набувши, безперечно, нового розуміння і значення.

## Етапи античної літератури

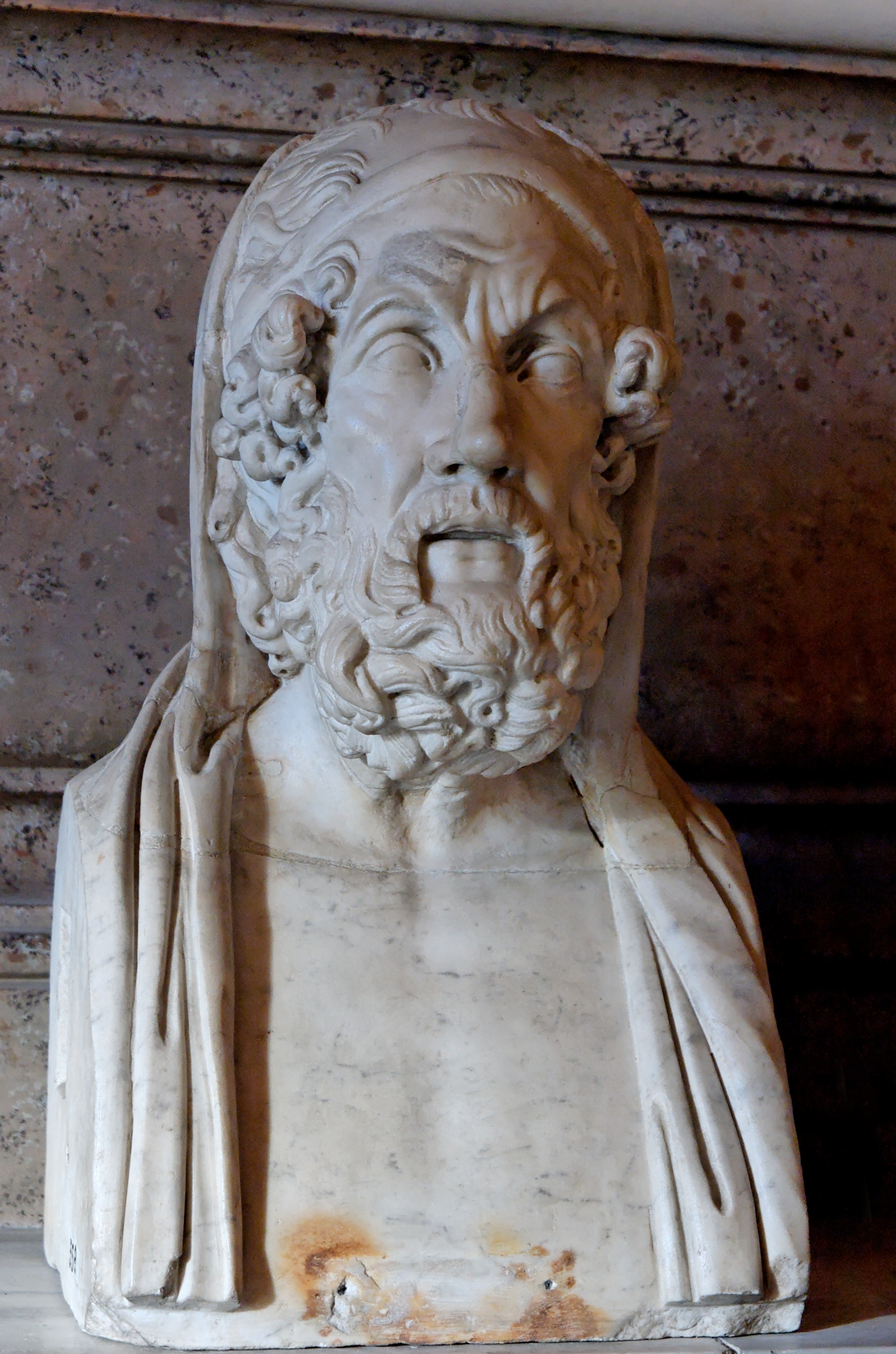
Гомер (2 століття до н.е.)

Антична література пережила п'ять етапів.

### Давньогрецька література

#### Архаїка
Період архаїки, або дописемний період, охоплює довгий ряд століть усної народної творчості та закінчується протягом першої третини I тисячоліття до н. е. і увінчується появою «Іліади» і «Одіссеї» Гомера (8-7 століття до н.е.). Розвиток літератури в цей час зосереджений на Іонійському узбережжі Малої Азії.

#### Класика
Другий період античної літератури збігається зі становленням і розквітом грецького класичного рабовласництва (VII—IV ст. до н.е). Цей період зазвичай називається класичним. У зв'язку з розвитком внутрішнього світу особистості з'являються численні форми лірики і драми, а також багата прозаїчна література, що складається з творів грецьких філософів, істориків і ораторів.
Початковий етап періоду класики — рання класика характеризується розквітом ліричної поезії (Феогнід, Архілох, Солон, Семонід, Алкей, Сапфо, Анакреонт, Алкман, Піндар, Вакхілід), центром якої стають острови Іонійської Греції (7-6 століття до н.е.).
Висока класика представлена жанрами трагедії (Есхіл, Софокл, Евріпід) і комедії (Арістофан), а також нелітературною прозою (історіографія — Геродот, Фукідід, Ксенофонт; філософія — Геракліт, Демокрит, Сократ, Платон, Арістотель; красномовство — Демосфен, Лісій, Ісократ). Її центром стають Афіни, що пов'язано з піднесенням міста після славетних перемог у греко-перських війнах. Класичні твори грецької літератури створені на аттичному діалекті (5 століття до н.е.).
Пізня класика представлена творами філософії, історіософії, театр же втрачає своє значення після поразки Афін у Пелопоннеській війні зі Спартою (4 століття до н.е.).

#### Еллінізм
Третій період античної літератури, зазвичай іменований елліністичним, виникає на новому щаблі античного рабовласництва, а саме великого рабовласництва. Замість невеликих міст-держав класичного періоду, так званих полісів, виникають величезні військово-монархічні організації, а разом з тим з'являється і велика диференціація суб'єктивного життя людини, різка відмінність від простоти, безпосередності і строгості класичного періоду. Внаслідок цього елліністичний період часто трактувався як деградація класичної літератури. Необхідно, однак, пам'ятати, що цей період тривав досить довго, аж до кінця античного світу, і володів специфікою, невідомою класиці. Отже, цей післякласичний період займає величезний проміжок часу — з III ст. до н. е. до V ст. н. е., в зв'язку з чим його можна розділити на ранній еллінізм (III ст. до н. е. — I ст. н. е.) і пізній еллінізм (I ст. н. е. — V ст. н . е.).
Початок цього культурно-історичного періоду пов'язаний з діяльністю Александра Македонського.
У грецькій літературі відбувається процес кардинального оновлення жанрів, тематики і стилістики, зокрема виникає жанр прозового роману. Афіни на цей час втрачають культурну гегемонію, виникають нові численні центри елліністичної культури, у тому числі на території Північної Африки (3 століття до н.е. — 1 століття н. е.). Цей період позначений школою александрійської лірики (Каллімах, Феокріт, Аполлоній) та творчістю Менандра.
До цього третього періоду античної літератури належить і римська література, тому його частину і називають елліністично-римським періодом.

### Давньоримська література
Детальніші відомості з цієї теми ви можете знайти в статті Давньоримська література.

#### Час Риму
У цей період на арену літературного розвитку виходить молодий Рим. В його літературі вирізняють:
- етап республіки, який завершується роками громадянських війн (3-1 століття до н.е.), коли творили Плутарх, Лукіан і Лонг у Греції, Плавт, Цецилій Стацій, Теренцій, Лампадіон, Луцій Афраній, Децим Лаберій, Волкацій Седигіт, Луцій Акцій, Луцій Стілон, Порцій Ліцин, Сантра, Варрон Атацинський, Публій Нігідій Фігул, Катулл і Ціцерон у Римі;
- «золотий вік» або добу імператора Авґуста, позначену іменами Вергілія, Горація, Овідія, Тібулла, Проперція (1 століття до н.е. — 1 століття н. е.), Манілія, Луція Вария Руфа, Доміция Марса, Корнелія Севера, Веррія Флакка, Гая Юлія Гігіна, Латрон, Корнелій Галл.
- літературу пізньої античності (1-3 століття), представлену Сенекою, Валерієм Катоном, Цезієм Бассом, Петронієм, Федром, Луканом, Марціалом, Ювеналом, Апулеєм, Квінтіліаном, Публієм Стацієм, Гігіном Молодшим.

#### Перехід до середньовіччя
У ці століття відбувається поступовий перехід до середньовіччя. Євангелія, створені у 1 столітті, знаменують повний світоглядний злам, провісник якісно нового світовідчуття і культури. З'являються описи діяльності святих та інших діячів церкви. Серед таких авторій були Євнапій, Коммодіан. Водночас в цей час творять Еліан, Оппіан, Авсоній, Клавдіан, Требеллій Полліон. В цей час творить останній письменник-енциклопедист античності Марціан Капелла.
У подальші століття латинська мова залишається мовою церкви. На варварських землях, що належали Західній Римській імперії, латинська мова суттєво впливає на формування молодих національних мов: так званих романських — італійської, французької, іспанської, румунської та ін. і значно менше германських — англійської, німецької та ін., які успадковують від латини написання літер (латиницю). На цих землях поширюється вплив римо-католицької церкви. Останнім поетом цієї епохи був Коріпп.

## Античність і Україна
На стародавніх землях України, які були колонізовані греками й римлянами починаючи з 7 століття до н.е. (Ольвія, Херсонес, Пантікапей та інші міста Північного Середземномор'я), зафіксовано окремі пам'ятки античної писемності й науки.
Слов'янські землі опинилися переважно під культурним впливом Візантії (що успадкувала землі Східної Римської імперії), зокрема перейняли у неї православне християнство та написання літер відповідно до грецького алфавіту. Антагонізм між Візантією і молодими варварськими державами латинського походження перейшов у середні віки, зумовивши неповторність подальшого культурно-історичного розвитку цих двох ареалів: західного і східного.

## Українські переклади

#### Софокл
Трагедії Софокла завжди були популярними серед українських шанувальників театрального мистецтва. У 20-х роках ХХ ст. трагедія «Антігона» у постановці видатного українського режисера Леся Курбаса з успіхом йшла на сцені Київського Молодого театру. Майже водночас із виставою Курбаса трагедія «Едіп-цар» була поставлена Гнатом Юрою в Харкові.
1883 року в Одесі був надрукований український переклад «Антігони» Софокла, який дістав певну підтримку літературної критики та українських діячів культури та мистецтва. Першу спробу перекласти трагедію українською мовою здійснив поет-перекладач П. Ніщинський. Іван Франко переклав п'єси Софокла «Цар Едіп» та «Електру», а також 2 гімни хору з «Антігони» та початок «Едіпа у Колоні». Переклади трагедій Софокла «Цар Едіп» та «Антігона», здійснені видатним українським поетом-перекладачем Борисом Теном, який багато зробив для популяризації античного мистецтва в Україні, дають змогу українському читачеві і глядачеві сприймати, розуміти, відчувати красу шедеврів великого давньогрецького драматурга. Нові переклади «Електри», «Едіпа у Колоні», а також «Філоктета» виконав Андрій Содомора.

#### Енеїда
Творчість Вергілія була надзвичайно популярною в Україні. У 17-18 ст. школярі вчили його твори напам'ять, на нього посилались у шкільних піїтиках. Григорій Сковорода переклав шість уривків другої пісні «Енеїди». Пізніше «Енеїду» Вергілія перекладали Іван Стешенко і Степан Руданський. Повний переклад Поеми здійснив Микола Зеров. Цей переклад дістав високу оцінку Максима Рильського, інших знавців творчості Вергілія. Сорок років працював над перекладом поеми Вергілія Михайло Білик. У 1972 р. «Енеїда» Вергілія вийшла друком в його перекладі.

#### Овідій
Публій Овідій Назон — улюблений поет Шекспіра, Гете, Пушкіна. Тарас Шевченко вважав Овідія «найдосконалішим творінням всемогутнього Творця Всесвіту». Іван Франко написав велике дослідження про творчість давньоримського поета, де висловив припущення, що мова, якою оволодів Овідій на засланні і якою писав вірші, була мовою слов'янського племені. «Матимемо право називати Овідія першим поетом, що написав вірш мовою, близькою до давньої і теперішньої української»,- писав Іван Франко. Хоча цю версію і спростовують сучасні вчені, вона яскраво свідчить про глибокий інтерес української інтелігенції до творчості Овідія. Одним із перших познайомив українського читатача з творчістю Овідія Феофан Прокопович. Григорій Сковорда переклав українською мовою уривок із книги Овідія «Фасти» під назвою «Похвала Астрономії» і дав своє, оригінальне тлумачення міфів про Нарциса, Актеона, Фаетона, переказаних Овідієм у «Метаморфозах». Плідно працювали надукраїнськими перекладами Овідієвих «Метаморфоз» Іван Стешенко та Микола Зеров. Міф про Кипариса і легенду про Дедала та Ікара переклала Олена Пчілка. Мотиви з «Метаморфоз» використала Леся Українка в «Ніобеї». У 1985 році Овідієві «Метаморфози» були надруковані у перекладі Андрія Содомори. Лірику Овідія перекладали І.Франко, О.Маковей, М.Зеров, А.Содомора та багато інших українських поетів-перекладачів. Чому ж творчість Овідія й сьогодні, як і два тисячоліття тому, хвилює шанувальників мистецтва слова? Вичерпну відповідь на це запитання дав видатний український поет-перекладач М.Зеров: "Римські автори золотого віку цікаві для нас не тільки як учителі стилю, але і як автори, близькі нашій сучасності своїми настроями й чуттями… Перечитуючи Вергілія й Горація, Тібула й Овідія, уважний читач легко розпізнає контури «вічної казки», перипетії «давної і щораз нової історії».

## Рекомендована література
- Антична література. Греція: хрестоматія: у 2-х ч. / упоряд. Т. В. Михед, Ю. В. Якубіна ; відп. ред. П. В. Михед ; Ніжинський держ. педагогічний ун-т ім. Миколи Гоголя. — Ніжин: Видавництво НДПУ ім. Миколи Гоголя, 2003 .
- Антична література. Греція. Рим: хрестоматія: навч. посіб. для студ. вищ. навч. закл. / М-во освіти і науки України, Ніжин. держ. ун-т ім. Миколи Гоголя ; [упоряд.: Т. В. Михед, Ю. В. Якубіна]. — К. : Центр навч. л-ри, 2006. — 864 с. (PDF-файл [Архівовано 31 березня 2020 у Wayback Machine.])
- Антична література: довідник / [О. П. Буркат, Р. С. Бєляєв, Н. О. Вишневська та ін.] ; за ред. С. В. Семчинського. — К. : Либідь, 1993. — 319 с. — ISBN 5-325-00177-9
- Антична література: Підручник для студ. педагог. ін-тів: Пер. з рос. / А. А. Тахо-Годі . — Київ: Вища школа, 1976 . — 439 с. : іл.
- Антична література: навч. посіб. / Ковбасенко Ю. І. — 3-тє вид., випр. та доповн. — К.: Київський університет імені Бориса Грінченка, 2014. — 256 с.
- Антична література: навч. посіб. для студ. вищ. навч. закл. / [В. М. Миронова (кер. авт. кол.), О. Г. Михайлова, І. П. Мегела та ін.]. — К. : Либідь, 2005. — 488 с. : ілюстр. — Бібліогр.: с. 480—486. — ISBN 966-0399-1
- Антична література: Навч. посіб. для студ. заочн. ф. навч. — К.: Вид-во Київського славістичного університету, 2008. — 210 с. — ISBN 966-7000-14 (PDF-файл [Архівовано 20 вересня 2018 у Wayback Machine.])
- Антична література. Хрестоматія / за ред. О. І. Білецького. — К. : Радянська школа, 1968. — 612 с.
- Антична література: хрестоматія : 5-9 кл. / [уклад. Мирон Борецький ; прим. та слов. уклала Любомира Дудич]. — Львів: Світ, 1995. — 294, [1] с.
- Античний світ у термінах, іменах і назвах: Довідник з історії та культури Стародавньої Греції та Риму / Лісовий І. А. — Львів: Вища школа, 1988. — 200 с.
- Античний театр: Есхіл, Софокл, Евріпід, Арістофан, Менандр, Плавт: Трагедії і комедіЇ: Пер. з давньогр. та латин. / упорядкув., передм., прим. В. І. Пащенко. — К. : Веселка, 2003. — 382 с. — (Шкільна бібліотека).
- Від античності до класицизму. Хрестоматія із зарубіжної літератури / за ред. Ю. І. Ковбасенко. — К. : Українська асоціація викладачів зарубіжної літератури, 2000. — 743 с.
- Відлуння Золотого віку: антологія пізньої латин. поезії в перекладах Андрія Содомори ; [упоряд. Маркіян Домбровський ; комент. Маркіян Домбровський і Андрій Содомора ; «Від перекладача» Андрій Содомора ; «Від упорядника» Маркіян Домбровський ; авт. проекту Василь Ґабор ; худож. оформ. Андрій Кісь]. — Львів: ЛА «Піраміда», 2011. — 293, [1] с. : іл.
- Гладкий В. Д. Древний мир: Энциклопедический словарь: В 2-х т. — Донецк: Отечество, 1996—1997. (PDF-файли)
- Гловацька К. І. Міфи Давньої Греції. — К. : Веселка, 1991. — 264 с.
- Голіченко Т. С. Слов'янська міфологія та антична культура. — К., 1994. — 92 с.
- Давня римська поезія в українських перекладах і переспівах: хрестоматія: [пер. з латин.] / [уклад. Віталій Маслюк]. — Львів: Світ, 2000. — 326, [1] с.
- Давньогрецька класична лірика: антологія: навч. посіб. / І. П. Мегела, О. В. Левко ; передм. І. П. Мегели ; упорядкув., прим., комент.: І. П. Мегели та О. В. Левка ; [пер. І. Франко, Г. Кочур, В. Державін, А. Содомора та ін.] ; М-во освіти і науки України, Київ. нац. ун-т ім. Т. Шевченка, Ін-т філол. — К. : Арістей, 2006. — 399 с.
- Давньогрецька поезія: [антологія] / [упоряд., авт. вступ. сл. та біогр. довідок Ліна Глущенко]. — Л. : Червона Калина, 2010. — 184 с. : іл. — (Антична література) (Серія «Світ шкільної читанки» ; кн. 24). — 5000 пр.
- Давньогрецька трагедія. Есхіл. Софокл. Евріпід: пер. з давньогр. / Ін-т л-ри ім. Т. Г. Шевченка НАН України. — Х. : Фоліо, 2006. — 479 с.: іл. — (Бібліотека світової літератури).
- Давньогрецький театр: [збірник] / [упоряд., авт. вступ. сл. та біогр. довідок Ліна Глущенко]. — Л. : Червона Калина, 2010. — 216 с. : іл. — (Антична література) (Серія «Світ шкільної читанки» ; кн. 25). — 5000 пр.
- Дамоклів меч: Антична новела / Пер. Й. Кобів, Ю. Цимбалюк. — К., 1984.
- Жива античність / [передм. Андрія Содомори ; вступ. ст. Віктора Неборака ; худож. Леся Квик]. — 2-е вид., зі змінами. — Львів: Срібне слово, 2009. — 180, [1] с.
- Звонська Л. Українські переклади давньогрецької літератури: здобутки та перспективи. Вісник Київського національного університету імені Тараса Шевченка. 2021. No 2(30). С. 17–20.
- Золоте руно: з антич. поезії: збірка: для серед. та старш. шкіл. віку / [упорядкув., передм., біогр. довідки та слов. імен і геогр. назв Андрія Білецького]. — К. : Веселка, 1985. — 153, [1] с.
- Зубченко, С. (2022). Переклад творів античних авторів від Революції гідності до повномасштабного вторгнення Росії. Молодий вчений, 7 (107), 62-65. https://doi.org/10.32839/2304-5809/2022-7-107-13
- Історія античної літератури: підручник для вузів: пер. з рос. / І. М. Тронський. — 2-ге вид. — Київ: Радянська школа, 1959. — 594 с. — Бібліогр.: с.586-591 .
- Кобів Й. Нарис історії українського перекладу з класичних мов у Галичині до 1939-го року. Іноземна філо-логія. 2009. No 121. С. 258—268.
- Кузьма Ю. Н. Побутовий роман в античності. — Львів, 1968. — 30 с.
- Кун М.А. Легенди та міфи стародавньої Греції / Переклад з російської. — К., 1967.
- Лексикон античної словесності / За ред. М. Борецького та В. Зварича. — Дрогобич: Коло, 2014. — 730 с. — ISBN 9786176420972
- Микитенко Ю. О. Антична спадщина і становлення нової української літератури. — К.: Наук, думка, 1991.
- Міфологія. Вірування та легенди стародавніх греків і римлян / Ян Парандовський ; пер. з пол. О. Лєнік. — К. : Молодь, 1977. — 230 с. : іл.
- Міфи давньої Греції: Твори давньогрецьких авторів: навч. посіб. У 2 кн. Кн. 1 / [упорядкув., передм. і комент. Чічановського А. А.]. — К. : Грамота, 2004. — 606, [1] с.
- Мифы Древнего мира / Беккер К. Ф. — Симферополь: Реноме, 1998. — 576 с.
- Москаленко М. Н. Переклади з античних літератур у Західній Україні (фрагмент із нарису). — У кн.: Коломієць Л. В. Український художній переклад та перекладачі 1920-30-х років: матеріали до курсу «Історія перекладу»: навчальний посібник / Л. В. Коломієць. — К., 2013. — С. 44-46.
- Павленко Л., Звонська Л. Українська класична філологія: бібліографія, історія, персоналії (XVIII—XXI сто-ліття). Київ: Видавничо-поліграфічний центр «Київський університет», 2014. 319 с.
- Пащенко В. І., Пащенко Н.І. Антична література. — К.: Либідь, 2001. — 718 с. (PDF-файл [Архівовано 21 січня 2022 у Wayback Machine.])
- Підлісна Г. Н. Антична література для всіх і кожного. — К. : Техніка, 2003. — 381 с. . — ISBN 966-575-010-0
- Римська елегія / Ґалл, Тібулл, Проперцій, Овідій ; з латин. пер. А. Содомора ; [передм. Нікола Франко Баллоні ; передм. та комент. А. Содомори ; Італ. ін-т культури в Україні, Львів. нац. ун-т ім. І. Франка. — Львів: Літопис, 2009. — 577 с.
- Світ античної літератури / Г. Н. Підлісна. — 2-е вид., переробл. і доповн. — К. : Наук. думка, 1989. — 168 с. : ілюстр. — Бібліогр.: с. 163—166. — ISBN 5-12-000566-7
- Словник античної міфології / Укл. І. Я. Козовик, О. Д. Пономарів. Вступ. ст. А. О. Білецького. — Київ: Наукова думка, 1985. — 236 с. (онлайн-доступ [Архівовано 22 квітня 2016 у Wayback Machine.])
- Словник античної мітології / Упоряд. Козовик І. Я., Пономарів О. Д. — Тернопіль: Навчальна книга — Богдан, 2006. — 312 с. — ISBN 966-692-873-6
- Содомора А. Жива античність. — К., 1983.
- Цимбалюк Ю. В. Латинські прислів'я і приказки. — К., 1990. — 436 с.
- Шалагінов Б. Б. Зарубіжна література: Від античності до початку ХІХ ст. — К.: Вид. дім «КМ Академія», 2004. — 360 с.